# Gmina Adamówka
Die Gmina Adamówka ist eine Landgemeinde im Powiat Przeworski der Woiwodschaft Karpatenvorland in Polen. Ihr Sitz ist das gleichnamige Dorf mit etwa 1200 Einwohnern.

## Geographie
Das namensgebende Dorf liegt etwa 55 km nordöstlich von Rzeszów und 110 km südlich von Lublin. Die Gemeinde hat sechs an sie anliegende Nachbargemeinden.

## Geschichte
Die Gemeinde wurde 1866 gegründet. 1934 wurde eine Kollektivgemeinde gegründet, zu der die bisherigen Einheitsgemeinden Adamówka, Cieplice, Dobcza, Dobra, Krasne, Majdan Sieniawski, Pawłowa und Słoboda gehörten. In den Jahren 1940 bis 1944 gab es unter deutscher Besatzung die Gemeinde Cieplice, zu der Adamówka, Cieplice, Dąbrowica, Dobcza, Krasne, Pawłowa, Piskorowice, Rudka und Słoboda gehörten. Am 1. Januar 1960 wurde die Gemeinde Cieplice aufgelöst und ihr Gebiet in die Gemeinde Adamówka eingegliedert. Am 1. Januar 1973 wurde aus den Gebieten der Gemeinde Adamówka und Majdan Sieniawski eine Kollektivgemeinde in Adamówka gegründet.

## Gliederung
Zur Landgemeinde (gmina wiejska) Adamówka gehören folgende sechs Ortschaften mit einem Schulzenamt:
Adamówka, Cieplice, Dobcza, Krasne, Majdan Sieniawski und Pawłowa.
Weitere Orte der Gemeinde sind die Waldsiedlung Pawłowa und das Forsthaus Pod Piwnem.

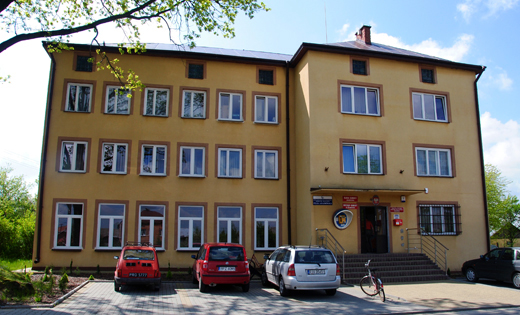
Gemeindebüro